# Adolph Ferdinand Duflos

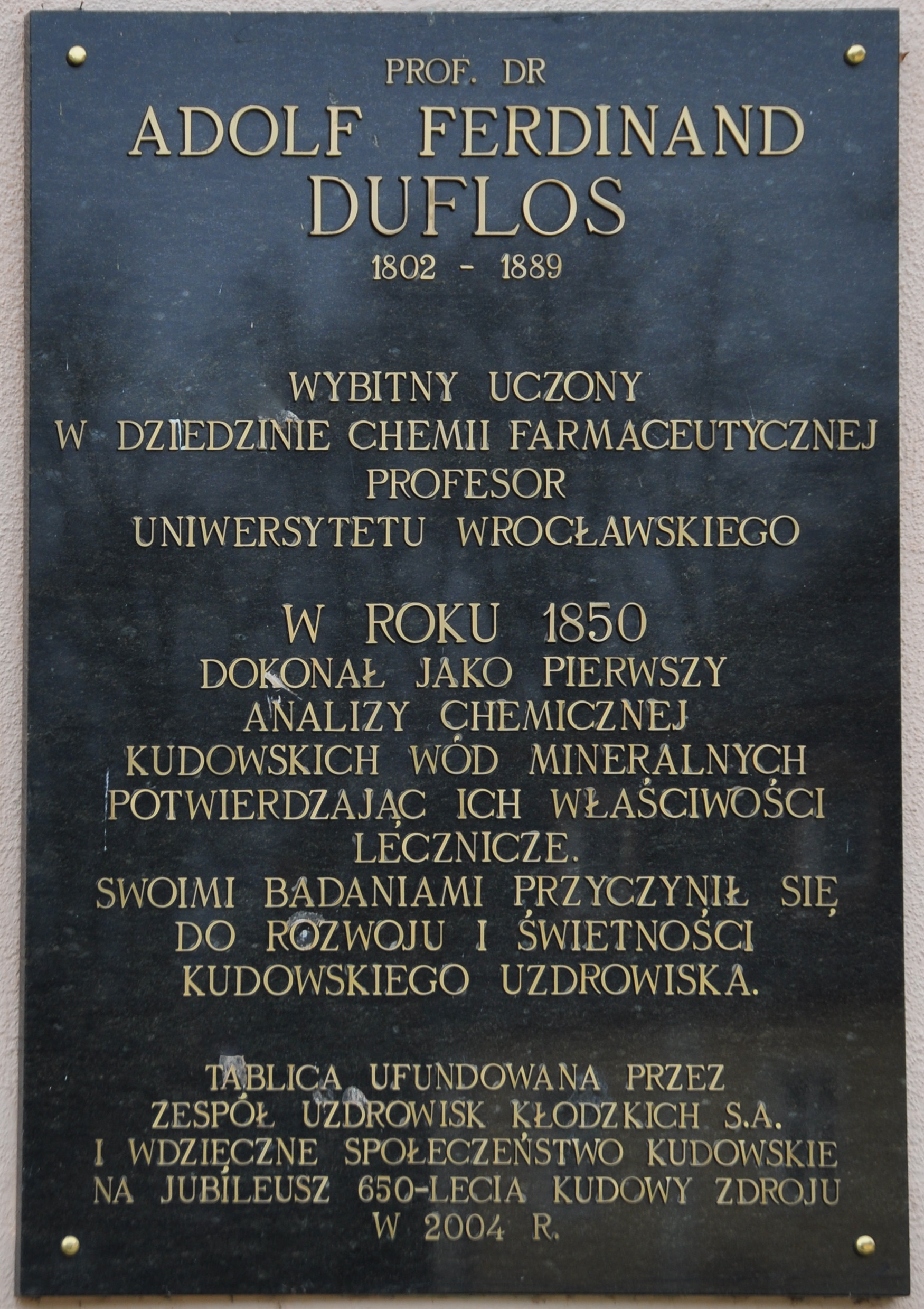
Erinnerungsplakette in Bad Kudowa

Adolph Ferdinand Duflos (* 2. Februar 1802 in Artenay im Département Loiret; † 9. Oktober 1889 in Annaberg im Erzgebirge) war ein Universitätsapotheker.
1812 kam er mit seinem Onkel Wattebled, einem Militärarzt, nach Torgau. Nachdem sein Onkel im Russlandfeldzug gefallen war, wurde er vom Rektor des Lyceums, Benedict adoptiert und siedelte mit ihm 1814 nach Annaberg über, wo er beim aus Dresden stammenden Apotheker Friedrich Adolf Hertel in die Lehre ging. Er wurde dessen Gehilfe, bis er 1822 nach Breslau zu Apotheker Olearius ging. Von 1830 bis 1833 studierte er an der Universität Halle Naturwissenschaften und Chemie, war dann kurzzeitig als Apothekergehilfe tätig und übernahm dann die Leitung der chemischen Fabrik von Langsch in Breslau.
1841 promovierte er zum Ehrendoktor der Pharmazie. 1842 wurde er zum Administrator der Universitäts-Apotheke berufen und habilitierte sich gleichzeitig zum Privatdozent der Pharmazie. Er wurde zunächst Hilfslehrer am pharmazeutischen Institut in Halle, danach Lehrer für Chemie am Friedrichs-Gymnasium in Breslau. 1846 wurde er a.o. Professor für pharmazeutische Chemie an der Universität Breslau. Später wurde er, möglicherweise durch Einsatz von Robert Wilhelm Bunsen während seiner Zeit in Breslau 1852, ordentlicher Professor für pharmazeutische Chemie.  Duflos war Bunsen bei der Beschaffung einer Präparatesammlung behilflich, außerdem war er Bunsens Reisegefährte.
In Breslau galt er als Vater der Pharmazie, war Ritter und Geheimer Rat. Seine wichtigsten Publikationen schrieb er in den 1840ern und nach seiner Emeritierung 1869. Ab 1866 war er Ehrenmitglied der Naturforschenden Gesellschaft „Isis“ mit Sitz in Dresden. Seinen Lebensabend verbrachte er bei einer befreundeten Familie in Annaberg.

## Veröffentlichungen
- Handbuch der pharmaceutisch-chemischen Praxis oder Anleitung zur sachgemässen Ausführung der in den pharmaceutischen Laboratorien vorkommenden chemischen Arbeiten, richtigen Würdigung der dabei stattfindenden Vorgänge, und zweckmässigen Prüfung de officinellen chemischen Präparate, mit Benutzung der neuesten Erfahrungen im Felde der pharmaceutischen Chemie : mit 1 Steintaf. u. 1 Tab. / von Adolf Duflos. Max, Breslau 1835 Digitalisierte Ausgabe der Universitäts- und Landesbibliothek Düsseldorf
- Die chemischen Heilmittel und Gifte oder praktische Anleitung zur Erkennung und Prüfung ihrer Eigenschaften mit steter Berücksichtigung der preussischen Pharmakopoe: für Aerzte, Physiker und Apotheker, in alphabetischer Ordnung entworfen. Breslau 1839. Digitalisierte Ausgabe der Universitäts- und Landesbibliothek Düsseldorf
- Theorie und Praxis der pharmazeutischen Experimentalchemie; 2 Bände, 1841/42
- Die wichtigsten Lebensbedürfnisse; 1846
- Chemisches Apothekerbuch : Theorie und Praxis der pharmaceutischen Experimentalchemie. Hirt, Breslau  3. Ausg. 1847 Digitalisierte Ausgabe der Universitäts- und Landesbibliothek Düsseldorf
  - 1. Grundriss der pharmaceutischen Chemie und Lehre von der Gewinnungsweise, den Eigenschaften, der Erkennung und Prüfung der pharmaceutisch-chemischen Präparate. 3. Ausg. 1847
  - 2. Analytische Chemie, nebst einer Reihe chemischer Tabellen und einem vierfachen Spezialregister über beide Bände. 3. Ausg. 1847
- Chemisches Apothekerbuch. Theorie und Praxis der in pharmaceutischen Laboratorien vorkommenden pharmaceutisch-, technisch- und analytisch-chemischen Arbeiten; Leipzig, 1880
- Die Chemie in ihrer Anwendung auf das Leben und auf die Gewerbe, 1. Theil; Breslau, 1852
- Anweisung zur Prüfung chemischer Arzneimittel; 2. Aufl., Breslau 1862
- Handbuch der angewandten, pharmaceutisch- und technisch-chemischen Analyse : als Anleitung zur Prüfung chemischer Arzneimittel und zur Visitation der Apotheken wie als Wegweiser zur Untersuchung und Beurtheilung von der Pharmacie, den Künsten, den Gewerben und der Landwirthschaft angehörenden chemischen Präparaten und Fabrikaten ; unter Berücksichtigung der älteren und neuen Pharmakopöen Deutschlands, Oesterreichs, der Schweiz, Englands, Frankreichs und Russlands, wie der Ergebnisse der neuesten Forschungen im Gebiete der technischen Chemie. Breslau, 4. Aufl. neu bearb., 1871. Digitalisierte Ausgabe der Universitäts- und Landesbibliothek Düsseldorf
- Die in der Deutschen Reichspharmacopoe aufgenommenen chemischen Präparate, deren Erkennung und Prüfung auf Echtheit und Güte. Hirt, Breslau u. a. 1873 Digitalisierte Ausgabe der Universitäts- und Landesbibliothek Düsseldorf
- Handbuch der angewandten gerichtlich-chemischen Analyse der chemischen Gifte : ihre Erkennung in reinem Zustande und in Gemengen betreffend ; als Anleitung bei gerichtlich-chemischen Untersuchungen für Aerzte, Apotheker, gerichtliche Chemiker und Criminalrichter. Breslau 1873. Digitalisierte Ausgabe der Universitäts- und Landesbibliothek Düsseldorf
- Chemisches Apothekerbuch : Theorie und Praxis der in pharmaceutischen Laboratorien vorkommenden pharmaceutisch-, technisch- und analytisch-chemischen Arbeiten ; mit 170 Holzschnitten, 1 Spectraltaf. u. 1 Portraitvignette des Verfassers. – 6. Bearb. – Leipzig : Hirt, 1880. Digitalisierte Ausgabe